# 케빈 스튜어트 매클라우드
케빈 스튜어트 매클라우드(영어: Kevin Stewart MacLeod, 1951년~)는 여왕의 캐나다 비서관, 전직 상원흑장수위관, 그리고 역사소설 《그들의 돌무덤의 돌》(영어: A Stone on Their Cairn, 스코틀랜드 게일어: Clach air An Càrn)의 작가이다.
매클라우드는 노바스코샤주 노스 시드니에서 태어나 보스턴 대학교와 칼턴 대학교에서 역사학과 정치학 학사학위를 받았으며, 프랑스 부르고뉴 대학교에서 국제관계학 석사학위를 받았다.
프랑스 유학생활의 끝으로 그는 10년 동안 캐나다 하원의 행정비서로 근무하였다. 나중에 그는 그 당시의 대신들 중에 하나의 밑에서 보좌관으로 근무하였다. 이어서 그는 22년 동안 캐나다 문화유산부에서 근무하였다. 이 부서에서 근무하였던 저명한 경험으로 그는 의전장(Chief of Protocol)의 직위를 수행하였고, 캐나다의 군주제를 소개하는 교육용 책 《단풍나무들의 왕관》(A Crown of Maples/la couronne canadienne)을 저술하였다.
캐나다 문화유산부는 영국 왕족의 캐나다 방문을 주관하는 역할을 맡았는데, 특히 매클라우드는 캐나다의 군주 엘리자베스 2세의 1987년 캐나다 방문 행사에 캐나다인 일원으로 동참하였다.
1992년 매클라우드는 로열 빅토리아 훈장 5등급(MVO)을 받는다.
엘리자베스 2세 즉위 50주년 기념식의 해인 2002년에 매클라우드는 류테넌트(영어: lieutenant)로 훈위를 승급받았다.
이어서 2005년 엘리자베스 2세가 앨버타주와 서스캐처원주의 캐나다 연방 가입 100주년을 축하 일환으로 캐나다 서부지역에 방문했을 때는, 엘리자베스 2세의 비서관 대리(영어: Acting Secretary to the Queen) 역할을 맡았다.
같은 해 매클라우드는 커맨더(영어: commander)로 훈위를 다시 승급받았다. 이는 캐나다 국민으로서 받을 수 있는 가장 높은 훈위였다. 캐나다는 20세기 초반부터 실시한 니컬 결의안의 효력으로 캐나다 국민이 영국의 훈장을 받는 길을 차단한다. 로열 빅토리아 훈장의 경우 영국 본토의 훈장이기 때문에, 니컬 결의안에 따라 총독 등을 통해서가 아니라 영국의 군주인 엘리자베스 2세가 직접 부여해야 하는 불편함이 있었다. 이러한 절차상의 번거로움에도 불구하고, 매클라우드는 로열 빅토리아 훈장의 3등급(커맨더)까지 이른 유일한 캐나다인으로 기록되었다.
2008년 3월 27일, 추밀원에 있어서의 여왕의 결정으로 매클라우드는 테렌스 크리스토퍼의 후임으로 상원흑장수위관으로 임명되었다.
2009년 4월 1일 매클라우드는 여왕의 캐나다 비서관으로 임명되었다. 이로써 그는 영국 왕족의 캐나다 방문을 주관하는 일을 맡아 2009년 11월 웨일스 공 찰스와 콘월 공작 부인 카밀라의 캐나다 방문을 주관하였으며, 엘리자베스 2세의 24번째 캐나다 방문도 주관하였다.
매클라우드는 또한 2012년의 엘리자베스 2세 즉위 60주년 기념식을 준비하였던 즉위 60주년 기념식 위원회(영어: Diamond Jubilee Committee)의 위원장으로 활동하는 등의 의무도 맡았다.
2010년 스티븐 하퍼 총리가 매클라우드를 캐나다의 총독 미카엘 장의 후임을 찾아내는 총독협의위원회(영어: Governor General Consultation Committee) 위원으로 임명하였다. 위원회는 데이비드 로이드 존스턴이 2010년 10월 1일에 취임하는 것으로 결정하였다.
2013년 맥글라우드는 상원흑장수위관 직위에서 물러났다.